# Canadian and General Finance
L'empresa Canadian and General Finance Company Limited fou constituïda a Toronto el 7 de febrer de 1912 per iniciativa del financer James Dunn com a holding del sindicat financer canadenc que promogué la Barcelona Traction, la Brazilian Traction i altres empreses a Mèxic, Cuba i Jamaica. També s'establí a Londres per fer d'oficina britànica del sindicat.
Les principals companyies en les que tenia participació el 1912 eren les següents:
- Barcelona Traction.
- Brazilian Traction.
- Mexican Light and Power (Mexlight).
- Mexico Tramways.
- Mexico North Western Railways.
- San Antonio Land and Irrigation.

Establí una oficina de compres a Nova York amb el nom de Canadian Engineering Agency, que el 25 d'abril de 1922 es traslladà a Toronto integrant-se en la Canadian and General Finance
A la mort de Frederick Stark Pearson el 1915, les funcions en la designació dels agents compradors de les companyies d'energia d'Espanya, Mèxic i el Brasil que feia la Pearson Engineering Company Ltd foren assumides per la Canadian and General Finance, i en el juliol de 1919, els serveis i negocis de Pearson Engineering van ser adquirits per la Canadian Engineering Agency. En els anuaris financers de 1925 la Canadian and General Finance era anunciada com l'agent de la Barcelona Traction a Londres.